# NGC 3672
NGC 3672 ist eine Spiralgalaxie mit ausgedehnten Sternentstehungsgebieten vom Hubble-Typ Sc im Sternbild Becher südlich der Ekliptik. Sie ist schätzungsweise 76 Millionen Lichtjahre von der Milchstraße entfernt und hat einen Durchmesser von etwa 95.000 Lichtjahren. Gemeinsam mit zwei weiteren Galaxien bildet sie die NGC 3672-Gruppe oder LGG 235.

Im selben Himmelsareal befinden sich u. a. die Galaxien NGC 3688 und IC 688.
Die Supernovae SN 2007bm (Typ-Ia) und SN 2008gz [Typ-II) wurden hier beobachtet.
Das Objekt wurde von dem Astronomen William Herschel am 4. März 1786 mithilfe seines 18,7 Zoll Teleskops entdeckt und später von Johan Dreyer im New General Catalogue verzeichnet.

## NGC 3672-Gruppe (LGG 235)
| Galaxie  | Alternativname | Entfernung/Mio. Lj |
| -------- | -------------- | ------------------ |
| NGC 3672 | PGC 35088      | 76                 |
| NGC 3636 | PGC 34709      | 71                 |
| NGC 3637 | PGC 34731      | 76                 |